# آنا ماریا تاتو
آنا ماریا تاتو (ایتالیایی: Anna Maria Tatò؛ زادهٔ ۱۹ آوریل ۱۹۴۹ – ۶ ژوئن ۲۰۲۲) یک کارگردان فیلم اهل ایتالیا بود.او بین سال‌های ۱۹۷۸ تا ۱۹۹۷ شش فیلم را کارگردانی کرد.
از فیلم‌ها یا مجموعه‌های تلویزیونی که وی در آن‌ها نقش داشته‌است می‌توان به مارچلو ماسترویانی: به‌یاد دارم اشاره نمود. این فیلم در بخش نوعی نگاه در جشنواره فیلم کن ۱۹۹۷ به نمایش درآمد.